# نور 2 (قمر اصطناعي)

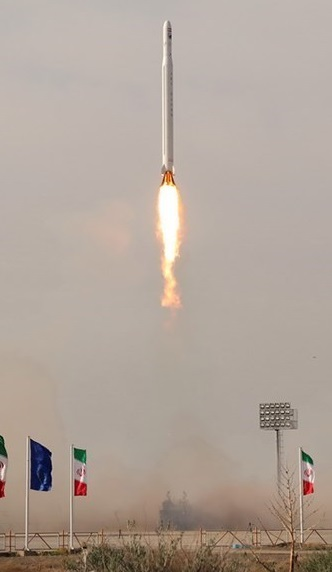
صورة للحظة اطلاق القاذفة الثلاثية التي تحمل القمر الاصطناعي الايراني نور-2

القمر الاصطناعي نور-2 (بالفارسية: ماهواره نور) هو قمر اصطناعي إيراني تم إطلاقه في المدار في 8 مارس 2022. تم رفع القمر الاصطناعي نور 2 إلى الفضاء بواسطة قاذفة ثلاثية المراحل " قاصد". تم وضع القمر الاصطناعي في مدار على ارتفاع 500 كيلومتر. قبل ذلك، أطلقت القوة الجوية لحرس الثورة الإسلامية (IRGCASF) القمر الاصطناعي نور-1 إلى الفضاء في 22 أبريل 2020 بواسطة قاذفة قاصد ثلاثية المراحل. وصل نور-1 إلى مدار 425 كيلومترًا فوق سطح الأرض.

## إطلاق القمر الاصطناعي
في 8 آذار / مارس 2022، أطلق قمر نور-2، القمر الاصطناعي العسكري الإيراني، إلى مداره من قبل حرس الثورة الإسلامية. تم رفع القمر الاصطناعي نور-2 إلى الفضاء من ميناء شاهرود الفضائي بواسطة قاذفة ثلاث مراحل "قاصد" التي تستخدم مزيجًا من الوقود السائل والصلب. تم وضع القمر الاصطاناعي في مدار على ارتفاع 500 كم بعد 480 ثانية بسرعة 6.7 كم / ثانية. قبل ذلك، في 22 أبريل 2020، أطلق حرس الثورة الإسلامية قمر نور-1 إلى الفضاء بواسطة قاذفة قاصد ثلاثية المراحل. وصل نور-1 إلى مدار 425 كيلومترًا فوق سطح الأرض.

### عملية
يدور القمر الاصطناعي الاستطلاعي حول الأرض مرة كل 90 دقيقة، وتستمر مهمته ثلاث سنوات.
في 10 مايو 2022، نشر وزير وتكنولوجيا المعلومات الاتصالات الإيراني، عيسى زارع بور، على إنستغرام عدة صور تعرض مناظر مسطحة لأراضي مرودشت في مقاطعة فارس وخورموج في محافظة بوشهر في جنوب إيران وصورة منخفضة الدقة وصحيحة اللون، صورة علوية لقاعدة الأسطول الخامس للبحرية الأمريكية في البحرين تم التقاطها بواسطة القمر الاصطناعي نور -2. وتم حظر حساب الوزير على انستجرام بعد ساعات.
| الاسم الانجليزي | الاسم الفارسي | موعد غداء     | ارتفاع | كوسبار    | حالة استنفار                                  |
| --------------- | ------------- | ------------- | ------ | --------- | --------------------------------------------- |
| نور -1          | ماهواره نور ۱ | 22 أبريل 2020 | 425 كم | 2020-024A | غير عاملة ، اضمحلت من المدار في 13 أبريل 2022 |
| نور -2          | ماهواره نور ۲ | 13 أبريل 2022 | 500 كم | 2022-024A | التشغيل                                       |

## إطلاق ردود الفعل
وانتقدت الولايات المتحدة وألمانيا وفرنسا محاولات الإطلاق.
زعمت الولايات المتحدة أن إيران ستستخدم نفس التكنولوجيا الباليستية بعيدة المدى للصواريخ الباليستية العابرة للقارات، حيث تطلق المزيد من الأسلحة بعيدة المدى، بما في ذلك الرؤوس الحربية النووية. ورفضت إيران المزاعم الأمريكية ووصفت الغرض من إطلاق الأقمار الاصطناعية والصواريخ بأنه مدني ودفاعي.

## أنظر أيضا
- نور-1 (قمر اصطناعي)